# Длуґе (Великопольське воєводство)
Длуґе (пол. Długie) — село в Польщі, у гміні Ходув Кольського повіту Великопольського воєводства.
Населення — 144 особи (2011).
У 1975-1998 роках село належало до Конінського воєводства.

## Демографія
Демографічна структура станом на 31 березня 2011 року:
|          | Загалом | Допрацездатний вік | Працездатний вік | Постпрацездатний вік |
| -------- | ------- | ------------------ | ---------------- | -------------------- |
| Чоловіки | 77      | 19                 | 54               | 4                    |
| Жінки    | 67      | 12                 | 31               | 24                   |
| Разом    | 144     | 31                 | 85               | 28                   |